# Kerk van Jubbega
De kerk van Jubbega is een kerkgebouw in Jubbega in de Nederlandse provincie Friesland.

## Beschrijving
De kerk uit 1865 werd in 1869 voorzien van een klokkoepeltje. In 1959 werd de kerk gerestaureerd. Het koepeltje werd vervangen door een torenspits. In enkele ramen is gebrandschilderd glas aangebracht. In 1911 werd een orgel van Jan Proper in de kerk geplaatst. Het deed dienst tot 1976. Het binnenwerk werd overgeplaatst naar de hervormde kerk in Bennebroek. De lege orgelkast is nog aanwezig.

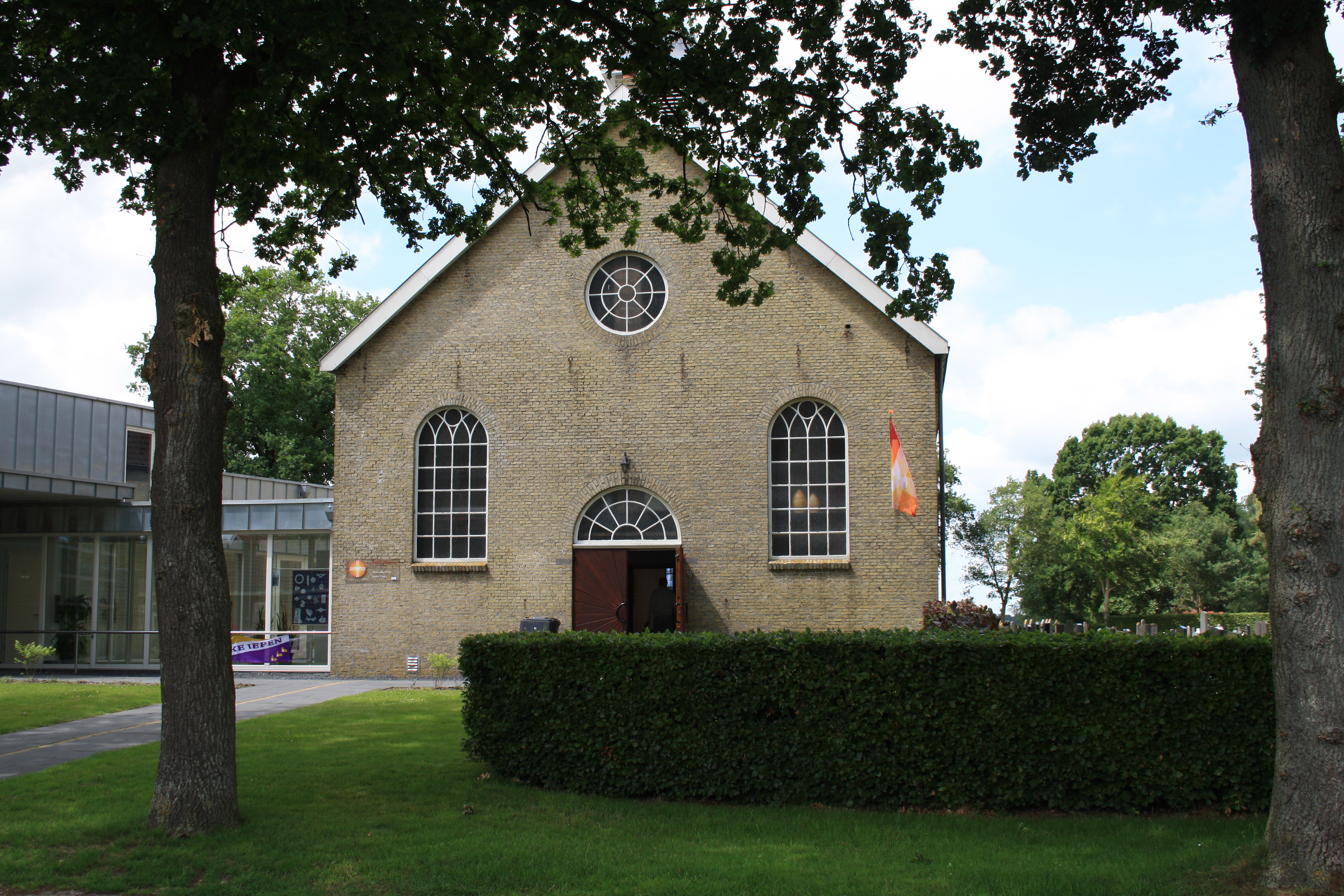
voorgevel (2011)
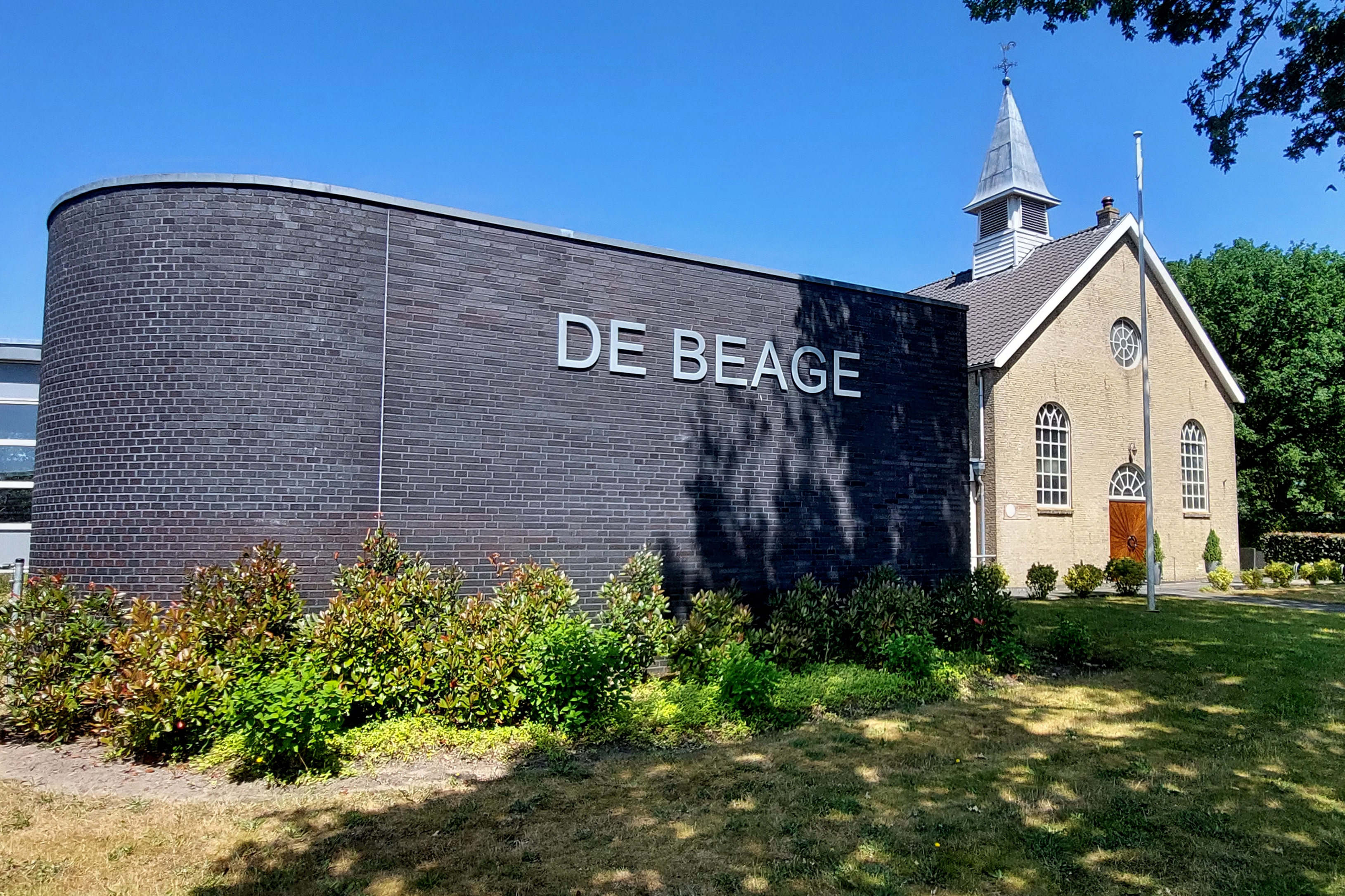
De Beage

Het kerkgebouw wordt gebruikt door de PKN gemeente Jubbega-Schurega-Hoornsterzwaag.